# Паметник на Пенчо Славейков (Борисова градина)
Паметникът на Пенчо Славейков в Борисовата градина в София е създаден през 1931 г. от скулптора Андрей Николов.
Изграден е от бронз и гранит със средства на Министерство на народната просвета.